# Batalla de Humenné
La batalla de Humenné, en húngaro Homonnai csata y en polaco bitwa pod Humigenm o pierwsza odsiecz wiedeńska, tuvo lugar el 22 y 23 de noviembre de 1619 cerca de Humenné, al este de Eslovaquia, durante el primer período de la Guerra de los Treinta Años entre el ejército de Transilvania y las fuerzas unionistas leales de Hungría y Polonia de Lisowczycy. Fue la única batalla de esa guerra en involucrar a la Mancomunidad polaco-lituana.
La batalla fue ganada por la caballería polaca dirigida por Walenty Rogawski contra el cuerpo de Transilvania comandado por Jorge Rákóczi I, el futuro Príncipe de Transilvania.

## Preludio
Muchas naciones del Sacro Imperio Romano Germánico vieron en la Guerra de los Treinta Años una oportunidad perfecta para volver a conseguir su independencia. Una de ellas era Hungría, dirigida por Gábor Bethlen, Príncipe de Transilvania. Se unió a Bohemia en la Unión Protestante anti-Habsburgo . En un corto período de tiempo, conquistó el norte de Hungría y Bratislava , y en noviembre comenzó un asedio de Viena , la capital de Austria y el Sacro Imperio Romano. La situación del emperador Fernando II fue dramática. El emperador envió una carta a Segismundo III de Polonia, y le pidió que cortara las líneas de suministro de Bethlen desde Transilvania. También envió a Jorge Drugeth, conde de Homonna , ex rival de Bethlen, ahora Jefe de justicia de la Hungría Real , a Polonia para contratar fuerzas para los Habsburgo.
La Mancomunidad de Polonia y Lituania no quería participar en la guerra, por lo que se mantuvo neutral. Pero como el rey era un gran simpatizante de la Liga Católica y los Habsburgo , decidió ayudar al emperador. Sin embargo, no quería enviar fuerzas directamente, permitió que Drugeth contratara mercenarios en Polonia. Drugeth contrató a unos 8,000 Lisowczycy dirigidos por Rogawski, quien se unió a sus propios 3,000 hombres. El ejército unido incluyó alrededor de 11,000 soldados, pero este número es disputado. [3]

## La batalla
El Lisowczycy se enfrentó al cuerpo de George Rákóczi cerca de Humenné en las montañas de los Cárpatos en la noche del 22 de noviembre. Walenty Rogawski no logró mantener unida a la caballería y se separó. Al día siguiente, el 23 de noviembre, Rákóczi decidió enviar a su infantería para saquear el campamento del enemigo. Mientras lo hacía, Rogawski finalmente reunió a sus tropas y atacó inesperadamente a los transilvanos. En poco tiempo, Rákóczi tuvo que anunciar un retiro. La batalla fue ganada por el polaco.

## Consecuencias
Cuando Bethlen se enteró de la derrota de Rákóczi, tuvo que romper el sitio, reunir a sus soldados y regresar a Bratislava, y envió una caballería de 12,000 al norte de Hungría dirigida por George Széchy , para asegurarla contra la Lisowczycy. Fernando II lo hizo firmar un alto el fuego y el 16 de enero de 1620 firmaron un tratado de paz en Pozsony (ahora Bratislava).
La batalla de Humenné fue una parte importante de la guerra ya que la intervención polaca salvó a Viena, la capital del Sacro Imperio Romano Germánico, de Transilvania. Es por eso que algunas fuentes polacas lo llaman el primer alivio de Viena , el segundo es la famosa Batalla de Viena en 1683.